# Trentepohlia luteicostata
Trentepohlia luteicostata är en tvåvingeart som beskrevs av Alexander 1978. Trentepohlia luteicostata ingår i släktet Trentepohlia och familjen småharkrankar. Inga underarter finns listade i Catalogue of Life.